# Quarsotraquita de feldespat alcalí

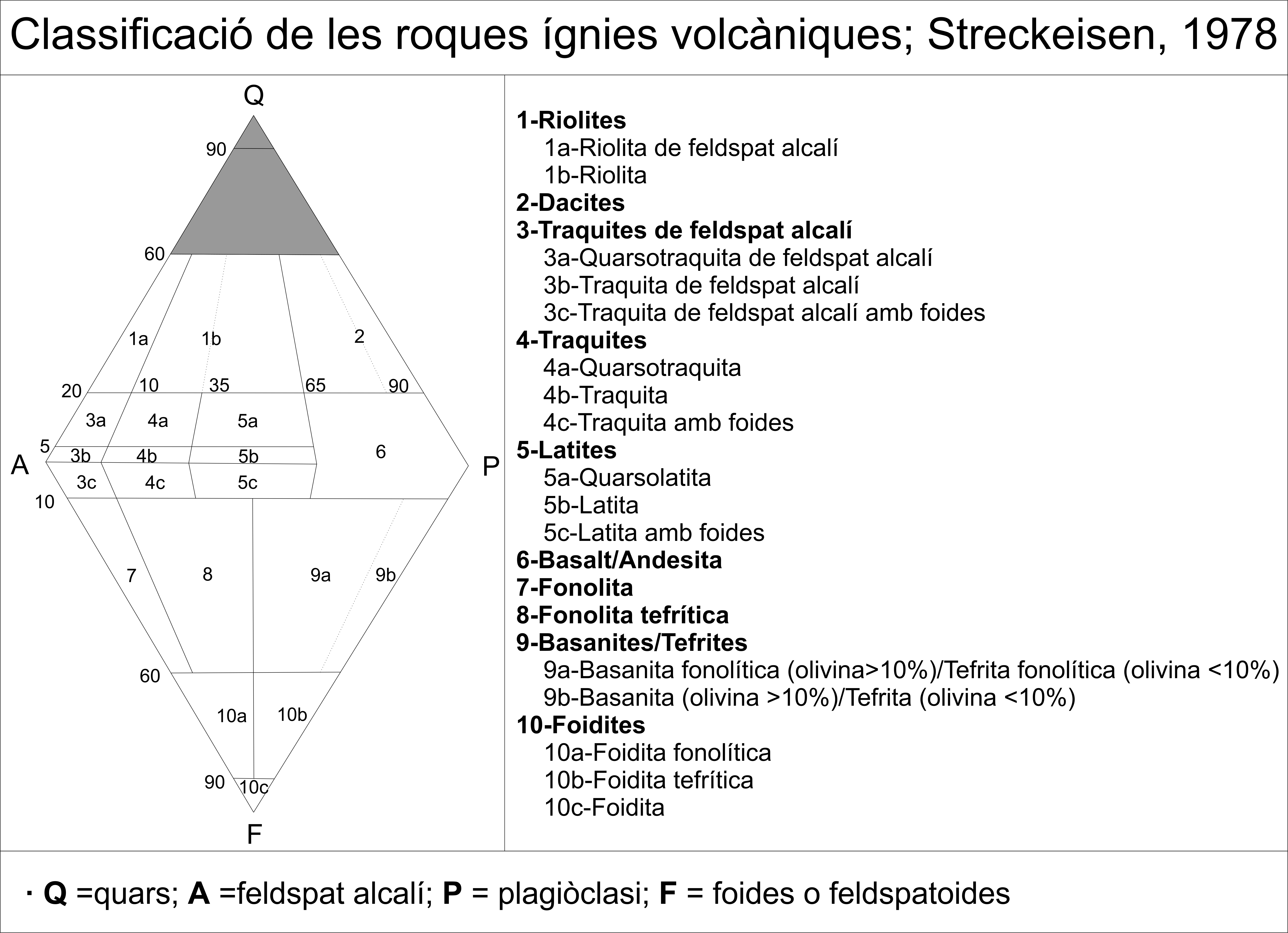
Classificació de les roques ígnies volcàniques segons Streckeisen 1978. La quarsotraquita de feldespat es troba al lloc 3a.

La quarsotraquita de feldespat alcalí és una roca volcànica (extrusiva) formada a conseqüència del refredament ràpid d'una lava en contacte amb l'atmosfera terrestre. La quarsotraquita de feldespat alcalí és una roca traquítica o traquitoide que conté entre un 5 i un 20 per cent de quars; el ràtio de la plagiòclasi respecte al feldespat total és menys de 0,1. En el diagrama QAPF proposat per Streckeisen sol ocupar el camp número 6.